# Simo Parpola
Simo Kaarlo Antero Parpola (Helsinki, 4 luglio 1943) è un assiriologo finlandese, professore di Assiriologia all'Università di Helsinki.
Parpola è uno specialista di epigrafia in lingua accadica e partecipa al "Neo-Assyrian Text Corpus Project" dal 1987. È anche membro onorario dell'American Oriental Society.
Il prof. Parpola è noto anche per i suoi studi sui rapporti fra la teologia e mistica assira e la cabala ebraica. In base a questi studi, noti testi assiri, come l'epopea di Gilgamesh, non devono essere interpretati come semplici racconti di avventure, ma come testi mistico-filosofici. Tracce delle concezioni e della filosofia assira sono riconoscibili anche nella filosofia greca, oltre che nella cabala. Simo Parpola è fratello dell'indologo Asko Parpola.

## Alcune pubblicazioni
- Parpola, Simo, National and Ethnic Identity in the Neo-Assyrian Empire and Assyrian Identity in Post-Empire Times (PDF), in Journal of Assyrian Academic Studies, vol. 18, n. 2, JAAS, 2004, PMID (archiviato dall'url originale il 17 luglio 2011).
- Neo-Assyrian Treaties and Loyalty Oaths
- The Correspondence of Sargon II
- Parpola, Simo, with Mikko Luuko, and Kalle Fabritius, The Standard Babylonian, Epic of Gilgamesh, The Neo-Assyrian Text Corpus Project, 1997, ISBN 951-45-7760-4, (Volume 1) in the original Akkadian cuneiform and transliteration; commentary and glossary are in English.
- Letters from Assyrian and Babylonian Scholars
- Assyrian Prophecies
- "The murderer of Sennacherib" in  Bendt Alster (ed.), Death in Mesopotamia, Proc. XXVI Rencontre assyriologique internationale, Akademisk Forlag, 1980
- The Mesopotamian Soul of Western Culture Archiviato il 2 gennaio 2010 in Internet Archive.
- Assyrian-English-Assyrian Dictionary, Eisenbrauns, 2023.